# آلن کار (بازیگر)
آلن کار (انگلیسی: Alan Carr؛ زادهٔ ۱۴ ژوئن ۱۹۷۶) کمدین‌، فیلم‌نامه‌نویس و مجری تلویزیون اهل انگلستان است.